# پیشرفت برای پرستار و دستیاران پزشکی
پیشرفت برای پرستار و دستیاران پزشکی، مجله بررسی تجارب حرفه‌ای برای پرستاران و دستیاران پزشکی است که به صورت ماهانه منتشر می‌شود. این مجله در آوریل سال ۱۹۹۳ به عنوان پیشرفت برای پرستار تأسیس شد و عنوان کنونی خود را در سپتامبر ۲۰۱۰ به دست آورده‌است. مجله مجموعه‌ای از مقالات علمی و همچنین اخبار در مورد پرستاران و دستیاران پزشکی حرفه‌ای است.
این مجله موضوعاتی همچون آموزش به بیمار و ستون‌هایی در مسائل مربوط به بهداشت و درمان نیروی کار، بازار کسب و کار و کار بهداشت و درمان ارائه می‌دهد.
با توجه به ممیزی جهانی BPA تا نوامبر ۲۰۱۰، شمارگان کلی این مجله ۱۱۶،۶۰۰ بود.

## جوایز
- برنده جایزه برنز در زمینه طراحی مجدد انتشار در جامعه آمریکا برای ناشرین بهداشت و درمان در سال ۲۰۰۹
- در همان رقابت نیز برنده جایزه برنز برای بهترین بخش اخبار در سال‌های ۲۰۰۱ و ۲۰۰۲ گردید.
- برنده جایزه نقره‌ای برای بهترین گزارش‌ها یا بخش‌های ویژه در سال‌های ۲۰۰۳ و ۲۰۰۴.
- در سال ۲۰۰۵، نیز جایزه ادی طلا از FOLIO را به دست آورد.